# 浮叶眼子菜
浮叶眼子菜（学名：Potamogeton natans）为眼子菜科眼子菜属下的一个种。

## 扩展阅读
- 維基物種上的相關：浮叶眼子菜